# Zé Maria (futebol de praia)
Zé Maria é um jogador de futebol de praia, que joga no SC Braga e é internacional pela  Seleção Portuguesa de Futebol de Praia. Actua como avançado. Entrou na selecção portuguesa em Março de 2008.
Jogou também pelo clube Leões de Porto Salvo.